# Famille de Châtillon du Chablais
Pour les articles homonymes, voir Châtillon.
La famille de Châtillon, dite du Chablais ou encore Châtillon-Larringe, est une famille noble mentionnée vers la fin du XIIIe siècle, dans la région du Chablais. Certains membres de cette famille ont exercé des charges dans l'administration savoyarde. Elle s'est éteinte au cours du XVIIIe siècle.

## Histoire

### Origines
L'origine de cette famille n'est pas connue. Le comte Amédée de Foras, héraldiste et généalogiste, dans la notice consacrée à la famille de Châtillon du premier volume de l'Armorial et nobliliaire de l'ancien duché de Savoie (1863), indique que « les nobles de Châtillon sont du nombre des familles qui m'ont donné le plus de peine et pour lesquelles je ne suis pas parvenu à dissiper beaucoup d'obscurité. ». Il suppose un probable lien de parenté avec les Châtillon de la Tour en Valais, au vu de leur proximité géographique,.
Le généalogiste français Gustave Chaix d'Est-Ange (1911) ou encore le généalogiste et paléographe suisse Germain Hausmann (2001) donnent la cité d'Évian et ses environs pour cadre géographique d'apparition de cette famille.
Les auteurs de l'Éssai d'Histoire de la Vallée d'Illiez (1924), le curé Jean-Émile Tamini et le prieur Pierre Délèze, érudits locaux, dans leur présentation des seigneurs de la vallée présente un chapitre sur la famille des Châtillon-Larringes. Forme que l'on retrouve comme entrée, « Châtillon-Larringe », dans le Dictionnaire historique de la Suisse (DHS, 2001), doparnt l'auteur, Germain Hausmann, archiviste et paléographe, et qui distingue cette famille des homonymes régionaux, les Châtillon d'Aoste (vallée d'Aoste), les Châtillon-Michaille (Bugey) ou encore les Châtillon d'Estavayer (Pays de Vaud).
De plus, le généalogiste de Foras s'interroge aussi sur les origines, qu'il soupçonne être probablement communes, entre les différentes branches de cette famille, notamment celles des co-seigneur de Thollon et celle des seigneurs de Lugrin et de Larringe. Il note, par ailleurs, que certaines difficultés s'ajoutent, avec l'usage quasi-systématique du prénom Guillaume chez les seigneurs de Larringe et celui de Pierre chez les seigneurs de Lugrin au cours des XIVe et XVe siècles. L'érudit conclut : « Je suis forcé de reporter tout simplement par ordre chronologique les assez nombreux document les concernant, dont il n'est pas possible d'extraire une filiation certaine. »
Les travaux récents de Pierre Blanc (2005), auteur d'un article publié dans les Mémoires de l'Académie chablaisienne, permettent d'actualiser les précédents. Ce dernier avance ainsi une origine genevoise et un lien de parenté avec la famille de Châtillon en Michaille. L'archéologue médiéviste Sidonie Bochaton, dans le Diagnostic du patrimoine du pays d'Evian (2018), reprend cette proximité des Chatillon avec la famille originaire Châtillon-en-Michaille, en Bugey, tout en reconnaissant l'impossibilité de la recherche actuelle d'expliquer leur implantation à Lugrin, en Chablais, si ce n'est par leur présence attestée dès la fin du XIIIe siècle.

### Premières mentions

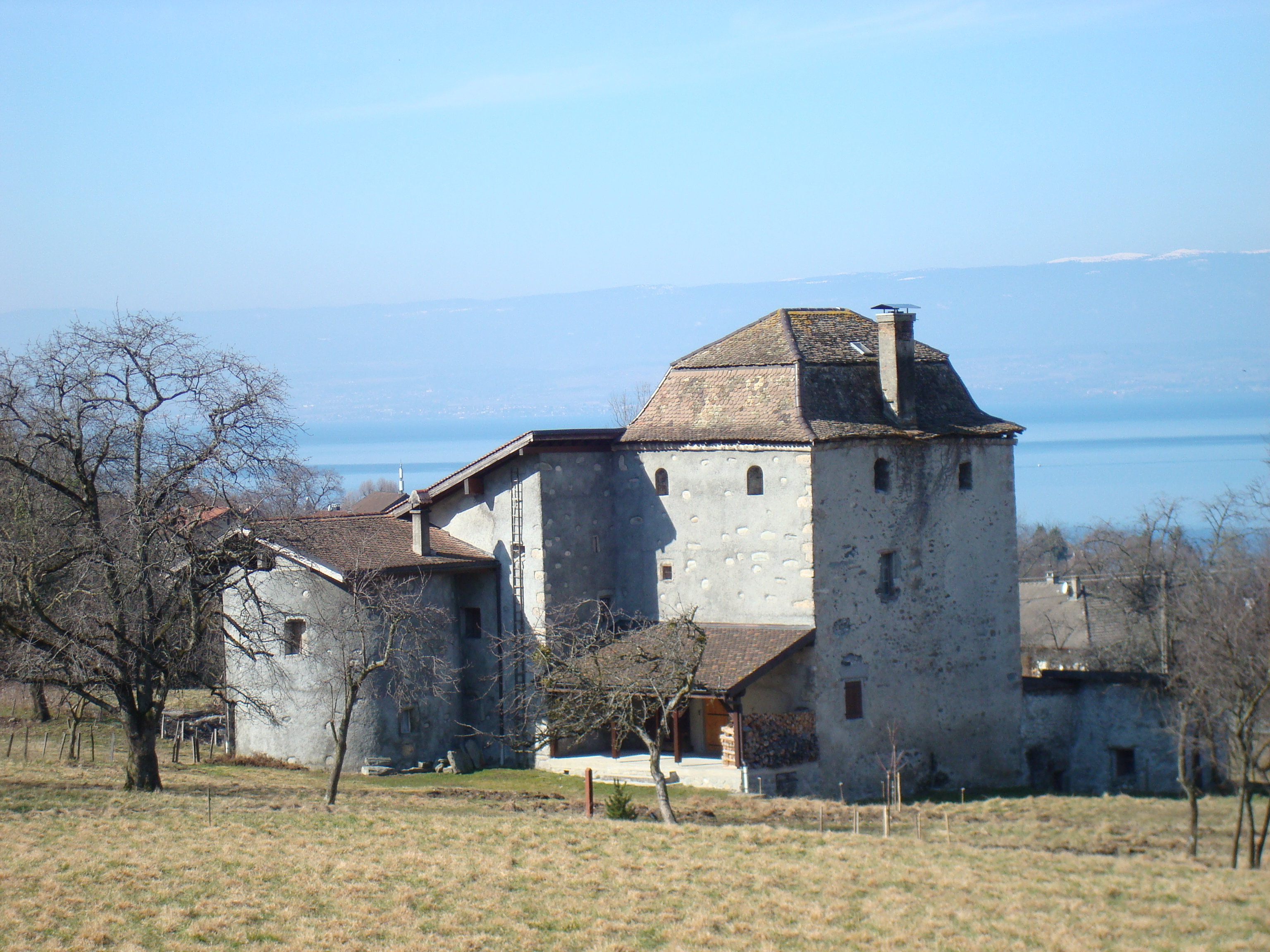
La maison forte dite de Châtillon, à Lugrin.

Selon Pierre Blanc, les Châtillon sont attestés à Lugrin par un acte de 1286,, répertorié aux archives de l'abbaye de Saint-Maurice,. Il permet également de pointer leur implantion, sinon leurs droits, dans le Val d'Illiez, en Valais. Il s'agit d'un acte d'affranchissement de deux hommes de Champéry (Valais), ordonné par « Petrus dit de Castellione, de Lugrino, donzel, son frère Johannes, clerc et ses fils, Willermus, Aymo et Raymondus » (Pierre dit de Châtillon, de Lugrin, donzel (damoiseau), son frère Jean, clerc et ses fils Guillaume, Aymé ou Aymon et Raymond ou Reymond,). Les auteurs de l'Éssai d'Histoire de la Vallée d'Illiez (1924) donnent pour prénom du frère de Pierre, Jacques, précisant qu'il devient curé de Troistorrents, en Valais. Cet acte est, par ailleurs, « approuvé par Maria, mère de Petrus et de Johannes, par Jaqueta, épouse dudit Willermus et par Alix et Francesca, filles dudit Petrus. » Les Châtillon possèdent une première maison forte, à Lugrin, au lieu-dit « en Vivier ». Ils sont à l'origine d'une seconde maison forte dite de Châtillon.
Sidonie Bochaton s'interroge sur la proximité de cette famille avec le comte de Savoie, sachant qu'un certain Guillaume effectue une belle carrière dans l’administration. De Foras, tout comme Germain Hausmann, commencent d'ailleurs la présentation des personnalités de cette famille avec un Guillaume, coseigneur de Châtillon. De Foras, ainsi que l'érudit Donald Lindsay Galbreath (1944), le mentionnent comme bailli de Genevois et du Chablais pour le comte de Savoie, en 1303 et 1305,.
Le généalogiste Chaix d'Est-Ange débute sa notice familiale avec Jean de Châtillon de Lugrin, époux d'Amjola, qui meurt avant 1344. Il observe qu'aucun acte ne le qualifie de noble.

### Branches et rameaux des Châtillon
La famille de Châtillon semble avoir formé plusieurs branches. De Foras commence ainsi une liste des membres avec la branche des Châtillon-Larringe ; puis des Châtillon-Corsinge ; des Châtillon du Colombier, au mandement de Monthey (Valais), il s'agit plus probablement de Collombey, et enfin une filiation suivie des Châtillon, coseigneurs de Thollon.

#### Les premiers seigneurs de Châtillon
Au cours du XIVe siècle, les premiers membres de la famille de Châtillon (Chatillon), installé à Lugrin (sont-ils seigneurs ?), sont au service de l'administration savoyarde, notamment dans le bailliage du Chablais. Ainsi, la charte de 1286 permet de donner une première généalogie, avec « Pierre dit de Châtillon, de Lugrin » et ses trois fils. Les auteurs de l'Éssai d'Histoire de la Vallée d'Illiez (1924) apportent quelques précisions sur leur parcours : Guillaume, l'aîné, est chevalier et serait châtelain pour le comte de Savoie en Valais, dans le bailliage du Chablais ; Aymon serait à l'origine de la branche installée à Lugrin et enfin Raymond serait devenu ecuyer du comte de Savoie.
Guillaume de Châtillon semble avoir une carrière remarquable et relativement bien connue. L'abbé Louis-Étienne Piccard le présente d'ailleurs comme « l'un des plus riches seigneurs du Chablais ». Toutefois, comme l'a souligné Amédée de Foras, les auteurs confondent parfois les différents Guillaume de Châtillon dans leur présentation. Ainsi chez les auteurs de l'Éssai d'Histoire de la Vallée d'Illiez (1924), le Guillaume de Châtillon, mentionné dans la charte de 1286, serait Guillaume III que l'on retrouve dans les travaux de De Foras ou encore de Piccard.
Ce Guillaume de Châtillon est dit fils de Guillaume et débuterait sa carrière comme châtelain de Versoix (Versoy) (seigneurie savoyarde en terre genevoise mais relevant du bailliage du Chablais), entre 1295 et 1306, avant d'obtenir la charge de la châtellenie comtale de Montmélian, entre 1306 et 1313. Puis il revient en Chablais, où il est châtelain d'Évian-Féternes, de 1313 à 1315,. Il est qualifié de damoiseau lorsqu'il est châtelain de Montmélian. À partir de 1307 et jusqu'en 1313, il est co-châtelain de Montmélian et cumule la charge de bailli de Savoie. Il est par la suite nommé bailli du Chablais (1312-1316), et receveur des comptes (1318-1323), avant, semble-t-il, de retourner à Évian-Féternes jusqu'en 1324. Il termine sa carrière en tant que receveur général à Chambéry, pour les juifs et les lombards de Thonon. Il meurt en 1341.

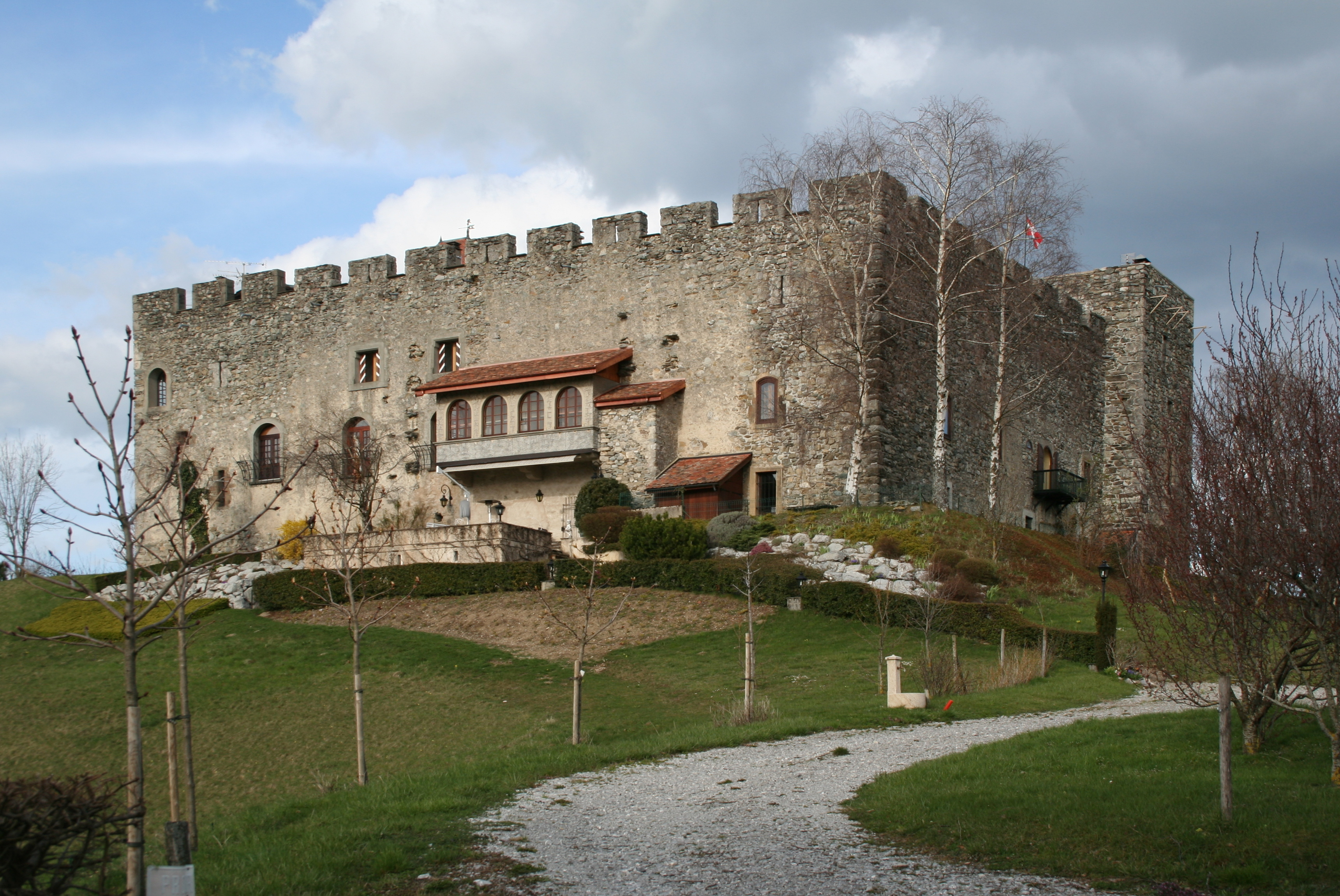
Vue du château de Larringes.

Au cours de la période, Guillaume de Châtillon augmente ses possessions, recevant en 1333-1334 du comte de Savoie la seigneurie de Larringes, qui appartenait autrefois à la famille d'Évian et achète en 1340 des biens à Champanges, Larringes, Marninge (parfois Maringe, ancien nom du village de Saint-Martin situé à proximité du chef-lieu de Champanges), Vougron (hameau de Féternes), etc. Le comte de Foras, l'abbé Piccard et l'historien Louis Blondel donnent la date du 16 août 1334,,. L'obtention de ce fief s'est fait en échange avec « la moitié du château et de la châtellenie de Rovorée » qu'il aurait obtenu « en récompense de ses services », selon l'abbé Piccard, le 13 août 1333, de l'ancienne comtesse de Savoie, Marie de Brabant. Voulant recupérer cette part d'héritage, le comte Aymon de Savoie aurait fait offrir au chevalier de Châtillon « des revenus équivalents à ceux de la dite moitié, dans les paroisses de Lugrin, Larringes, Vinzier ou en quelque autre lieu des châtellenies d'Evian ou de Féternes. » Guillaume de Châtillon semble acquérir — ou plus probablement son fils — par acte du 23 décembre 1342, en considération de ses bons services, « le château et les biens de Corsinge, situés à Corsinge, Compois et Meynier, et aux châtellenies de Ballaison et Gaillard », du comte de Genève, Amédée III. Ces différents bien appartenaient à l'héritière de noble chevalier Girard de Compois.
Amédée de Châtillon (peut-être son oncle d'après le document de 1286) est quant à lui châtelain d'Évian-Féternes entre 1301 et 1304, puis de Chillon entre 1305 et 1309. Ce dernier, entre 1306-1307, achète aux héritiers l'office de sautier de Féternes — officier qui à la garde de la ville —, avec d'autres nobles.
Dom Hilaire Leyat, dans ses Notices manuscrites, indique que le chevalier Guillaume I de Châtillon, dit seigneur de Larringe, est marié à Margueritte de Neuvecelle avec qui il a deux fils : Guillaume (II) dit aussi "Mermet" (diminutif de Guillaume) et de Pierre ou Perrod. Il est repris par De Foras et Piccard,. Pierre / Perrod épouse François de Blonay, fille de Rodolphe de Blonay. Son frère, Guillaume II, chevalier et seigneur de Larringe, épouse Rolette avec qui il a deux fils : Guillaume III dit Mermet et Perrod,. Perrod épouse Péronnette de Montfort, puis Marie de Ternier. Guillaume III dit Mermet épouse Jordane de Neuvecelle avec qui il a Jean et Catherine,.
Dans un testament rédigé le 24 mars 1341, — pour lequel Foras indique qu'il est « chevalier, seigneur de Larringe, bourgeois d'Évian » (l'article du DHS le donne mort en 1344) —, Guillaume II de Châtillon divise ses biens entre sa femme, « Rolette, laquelle habitera dans sa maison dotale située à Evian », son frère, Peronet, et ses deux fils : Guillaume dit Mermet, et Pierre dit "Perrod",. Guillaume de Châtillon a demandé à être inhumé dans l'église Sainte-Catherine de la Touvière, (démolie vers la fin du XVIIIe siècle). Ce testament permet aussi de mieux percevoir l'emprise de ce seigneur. Ainsi son fils Guillaume III / Mermet obtient le fief et le château de Larringes, « cum fortaliciis et tous les biens de la paroisse de Larringe, de Vinzier et de la chatellenie de Féterne, la maison de la Touvière et tour les biens depuis la Dranse à L'arve et dans tout le comté de Genevois, la maison de Genève exceptée. », Le second, Pierre / Perrod, obtient « la maison de lugrin, lieu-dit au Vivier, et tous les biens meubles et immeubles des paroisses de Lugrin et de Thollon, de la châtellenie de Chillon et de Vevey, l'autre maison de la Touvière, etc. »

Un Pierre ou Perronet de Châtillon est châtelain de Châtel-Saint-Denis en 1335, châtelain de Rolle en 1338, le même ou un homonyme est dit châtelain pour le comte de Genève, à Chaumont (1361- 1370), Cusy (1335- 1341), Duingt (1331- 1333), La Roche (1342- 1345), La Rochette (1336-1341), Rumilly (1346-1347, 1355- 1361), Soyrier (1332- 1333), Yvoire (1315-1322),. Humbert de Châtillon est co-châtelain de 1326 à 1336 d'Arlod et la Tour du Châtel.

#### Les premiers seigneurs de Larringe
Guillaume III / Mermet de Châtillon (1320-1387) reçoit le fief de Larringe le 11 septembre 1343, prêtant hommage au comte de Savoie au mois de novembre de l'année suivante,. Il reçoit à cette seconde occasion une nouvelle investiture pour ce fief. En 1327, Guillaume III / Mermet avait épousé Jordane de Neuvecelle,. Il se remarie le 15 janvier 1347 avec Jacquette, fille de Boson, dit duc, à Collombey,. Il semble avoir eu un autre fils, Guillaume, de ce second mariage. Il achète en 1348 la tour de Collombey, où il s'installe avec sa famille. Le 3 avril 1348, il achète pour 30 livres genevoises à noble François de Neuvecelle ses hommes, fiefs et revenus de Vacheresse,. En août 1367, il est qualifié de noble dans un échange entre son fils Guillaume et l'abbaye d'Abondance,.
Jean, fils de Guillaume III, obtient en 1387 le fief de Larringes et Guillaume, second fils, le fief de Collombey (de lui est issue la branche des Châtillon de Collombey).
Pierre, qualifié de chevalier à diverses reprises, épouse Catherine de Saint-Jeoire qui lui donne un fils nommé Pierre, qui lui-même aura un fils appelé Pierre.
Le fief de Larringes est légué par Jean à Jeannette de Neuvecelle en 1438. Elle le revend l'année suivante à Rodolphe d'Allinges. Le fief de Lugrin est légué par Pierre de Châtillon à ses neveux en 1441.
Il existe un rameau secondaire des Châtillon à Lugrin, dont les membres ont régulièrement exercé les professions de notaires. Leurs membres portent les mêmes prénoms que les membres de la branche principale, ce qui rend leur identification malaisée. 

#### Les Châtillon de Collombey
Guillaume III de Châtillon (1320-1387) s'installe, à l'issue de son mariage avec Jacquette, à Collombey (Valais) où il acquiert la tour et son jardin en 1348 (informations restranscrites chez Tamini et Deleze, mais pour un autre Guillaume). Il est nommé châtelain, à partir de 1336, de plusieurs châtellenies de la région. Il est ainsi « châtelain de Monthey — en 1336, châtellenie relevant du bailliage du Chablais — pour le comte Amédée V (de Savoie) et sa veuve Marie de Brabant », avant de passer à Entremont (1346), puis à nouveau en Chablais en étant nommé châtelain de Conthey-Saillon (1348). Selon Tamini et Deleze, son fils, Pierre II, est mentionné comme châtelain de Saint-Maurice (1347), de Conthey-Saillon (1364). Un autre fils, Guillaume, est à l'origine de cette branche valaisanne. Dans  l’Éssai d'Histoire de la Vallée d'Illiez, il est question du « chevalier Guillaume II, seigneur de Larringe, qui semble avoir continué la branche, testa, pourtant à Collombey le 16 janvier 1387, demandant à être ensevelie dans le tombeau de famille à Thovère (Touvière), près d'Evian ». De Foras ne mentionne pas cet acte.
Les descendants de cette branche sont régulièrement mentionnés comme « châtelains de Saint-Maurice, de Monthey, de Conthey, de Saillon, etc. »
Selon l'étude de Tamini et Deleze, Guillaume II épouse en secondes noces Catherine Bucer, originaire de Grions-dessous (Gryon dans le canton de Vaud, versant opposé à la vallée d'Illiez). Ils ont trois fils, Guillaume III, qui obtient les possessions en Valais, Antoine, qui hérite des possessions de Larringes et François. Un descendant, Antoine de Châtillon « seigneur de Larringes, de Lugrin et de la Tour-Ronde en Savoie, co-seigneur de Collombey et de la vallée d'Illiez », rend hommage le 8 janvier 1498 au duc de Savoie. Il aurait eu huit enfants, dont Antoine II, Pantaléon et Jean.
Le 14 novembre 1577, Aymon / Aimon II de Châtillon, fils de Jean, cède pour 4000 florins l'ensemble des droits qu'il possède à Collombey et Illiez à Pierre du Fay, de Monthey. Selon Tamini et Deleze, Aymon II est fils de Pantaléon de Châtillon, baron de Larringes et de La Tour-Ronde. Il cède également le droit au caveau de famille, situé dans l'église de Collombey. Au début du siècle suivant, Guillaume V, son frère, donne également ses biens — dont le château de Collombey, ainsi que « tous ceux qu'il tenait des de Nernier, des de St-Germain, par héritage » —, à ce même Pierre du Fay, qualifié de beau-frère. Avec eux semblent s'éteindre la branche valaisanne et tous leurs droits passés à la famille du Fay.

#### Les Châtillon, coseigneurs de Thollon
Amédée de Foras indique dans l'Armorial avoir « établi d'une manière authentique la branche des Châtillon, coseigneurs de Thollon, depuis la première moitié du XIVe jusqu'à son extinction, au commencement du XVIIIe. »
Le premier Châtillon coseigneur de Thollon est Jean-François de Chatillon (? - avant 1566). Il lègue sa part à ses fils André et Mathieu. Le fils de Mathieu, Jacques, obtient une part de la coseigneurie, qu'il lègue lui-même à son fils François (1625-1701). Sans postérité, ce dernier lègue la coseigneurie à son épouse Anne de Varax.
Cette branche de la famille contracte des alliances avec la famille de Blonay du Chablais, les du Nant d'Évian, les du Four de Thollon, les Neuvecelle, les Melchiton de Maxilly. Ils possédaient un tombeau familial dans l'église d'Évian.

### Disparition et succession
Le dernier membre de la famille, Jean de Châtillon meurt en août 1701,. Son testament en date du 9 juin 1701 institue son neveu, Joseph Métral, héritier de ses biens,. Ce dernier prend le nom de Métral de Chatillon ou Métral-Châtillon,. 
L'article du Dictionnaire historique de la Suisse (2001) donne la famille éteinte au XVIIIe siècle. Cependant, le généalogiste Chaix d'Est-Ange (1911) mentionne l'existence, à Évian, d'une « famille de Châtillon, de condition modeste, qui paraît être une branche détâchée à une époque inconnue ».

## Héraldique
| Famille de Châtillon du Chablais | Châtillon du Chablais : Fascé d'azur et d'argent de six pièces, à la cotice de gueules, brochant sur-le-tout (Foras) ou Fascé d'argent et d'azur (alias d'azur à trois fasces d'argent), à la cotice de gueules brochant sur le tout (Chaix d'Est-Ange) Foras indique avoir adopté cette version à partir d'un sceau daté de l'année 1562. |